# Pachyphytum fittkaui
Pachyphytum fittkaui ist eine Pflanzenart aus der Gattung der Pachyphytum in der Familie der Dickblattgewächse (Crassulaceae).

## Beschreibung
Die oft an der Basis verzweigten Triebe werden bis 50 Zentimeter, manchmal auch bis 70 Zentimeter und hängende Triebe bis 1 Meter lang und 1,5 bis 3,5 Zentimeter dick. Sie sind mit Blattnarben in einer Blattspur versehen. An den oberen 5 bis 12 Zentimetern der Triebe stehen in 10 bis 20 Zentimeter großen Rosetten die locker verteilten Blätter. Die einzelnen Rosetten bestehen aus 10 bis 25, in Kultur bis zu 40 mehr oder weniger elliptischen bis verkehrt lanzettlichen oder verkehrt eiförmigen und zugespitzten Blättern. Die tiefgrünen bis violett rot gefärbten Blätter werden 3 bis 9,5 Zentimeter lang und 2 bis 4 Zentimeter breit, bei einer Dicke von 9 bis 15 Millimeter. Im Jugendstadium sind die Blätter glauk bereift.
Der selten 20, in der Regel aber 30 bis 55 Zentimeter hohe Blütenstand besitzt an den unteren 4 bis 15 Zentimetern keine Blätter, oberhalb davon befinden sich 4 bis 12 vergängliche und sterile Tragblätter. Er ist violettlich rot gefärbt und an den oberen 10 bis 20 Zentimetern werden 12 bis 25 Einzelblüten ausgebildet. Die fertilen Tragblätter sind anfangs überlappend, schief eiförmig und grün gefärbt. Sie werden 12 bis 25 Millimeter lang und 7 bis 12 Millimeter breit. Die 2 bis 6 Millimeter lang gestielten Blüten bilden einen 11 bis 23 Millimeter langen und 7 bis 14 Millimeter breiten Blütenkelch aus, der grün und wenig glauk bereift ist. Die ungleichförmigen Kelchblätter werden 9 bis 21 Millimeter lang und 3 bis 11 Millimeter breit. Die tiefrosa gefärbte Blütenkrone ist fünfkantig und kürzer oder länger als die Kelchblätter. Sie wird 11 bis 23 Millimeter lang und hat im unteren Bereich eine Dicke von 10 Millimeter und oben von 15 Millimeter. An den dreieckig-lanzettlichen Kronblättern werden Zipfel ausgebildet, die ab der Mitte nach oben aufsteigen und 3,5 bis 5 Millimeter breit sind. Die mit der Blütenkrone verwachsenen Staubfäden werden 6 bis 11 Millimeter lang und sind oben rot gefärbt. Die gelblichen Nektarschüppchen werden 2 bis 2,5 Millimeter breit. Der 1 bis 1,5 Millimeter lange, konische Griffel ist rot gefärbt.
Die Chromosomenzahlen betragen {\displaystyle n=\pm {66},\pm {93},\pm {93-96}}.

## Verbreitung und Systematik
Pachyphytum fittkaui kommt in mexikanischen Bundesstaaten Guanajuato und San Luis Potosí in Höhenlagen von 1200 bis 2100 Meter vor.
Die Erstbeschreibung von Reid Venable Moran erfolgte 1971.

## Nachweise